# Аксель, Альберт
Альберт Аксель или Акселл (англ. Albert Axell род. в 1942 г. в Новой Англии, США ) - американский журналист и писатель. Книги Акселя посвящены, в основном истории Второй мировой войне в России (1941 -1945). Наиболее известен биографией маршала Г.К. Жукова Работы Акселя часто цитируются российскими журналистами консервативного направления.

## Биография
Изучал историю, философию и экономику в Висконсинском университете, работал журналистом в Соединенных Штатах и Японии, где работал журналистом британского еженедельника The Economist , затем в Москви  и  в Финляндии.

## Литературное творчество
Наиболее известны книги Акселя о камикадзе и о Георгии Жукове.  Книга о Жукове получила невысокие оценки в обзорах.  Так, британский историк Джеффри Робертс, хотя и благодарит Акселя в предисловии к его собственной биографии Жукова, указывает на то, что книга Акселя всецело опирается на мемуары самого Жукова .

## Работы
На финском
- Stalin sodanjohtajana (Stalin’s war through the eyes of his commanders), suom. Vesa Yrjölä, Yliopistopaino, 1998. ISBN 951-570-403-0
- Kamikaze: Japanin itsemurhalentäjät  (Kamikaze: Japan’s suicide gods), 2002. ISBN 951-0-30973-7

На английском
- Russia’s Heroes, 1941-45: An Epic Account of Struggle and Survival on the Eastern Front, Carroll & Graf Publishers, 2001 ISBN 978-0-7867-0856-7
- Marshall Zhukov, The Man Who Beat Hitler, Pearson, 2005
- Greatest Russian War Stories 1941—1945, Independent Publishing Platform, 2012 ISBN 978-1-4791-2905-8